# Kloster Sankt Veit

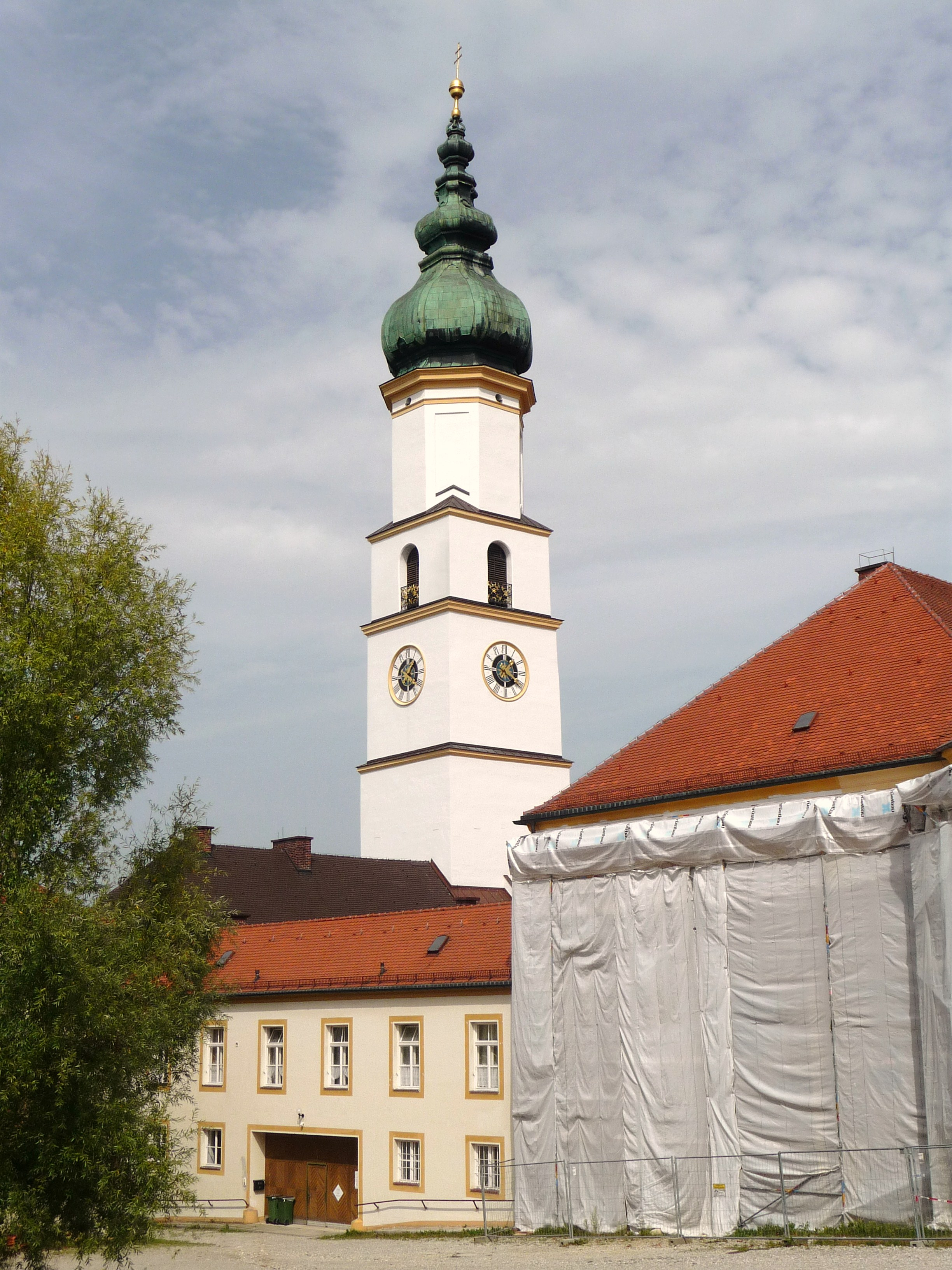
Turm der ehemaligen Klosterkirche und jetzigen Pfarrkirche St. Vitus

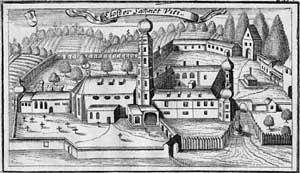
Stich des Klosters aus dem „Churbaierischen Atlas“ des Anton Wilhelm Ertl 1687

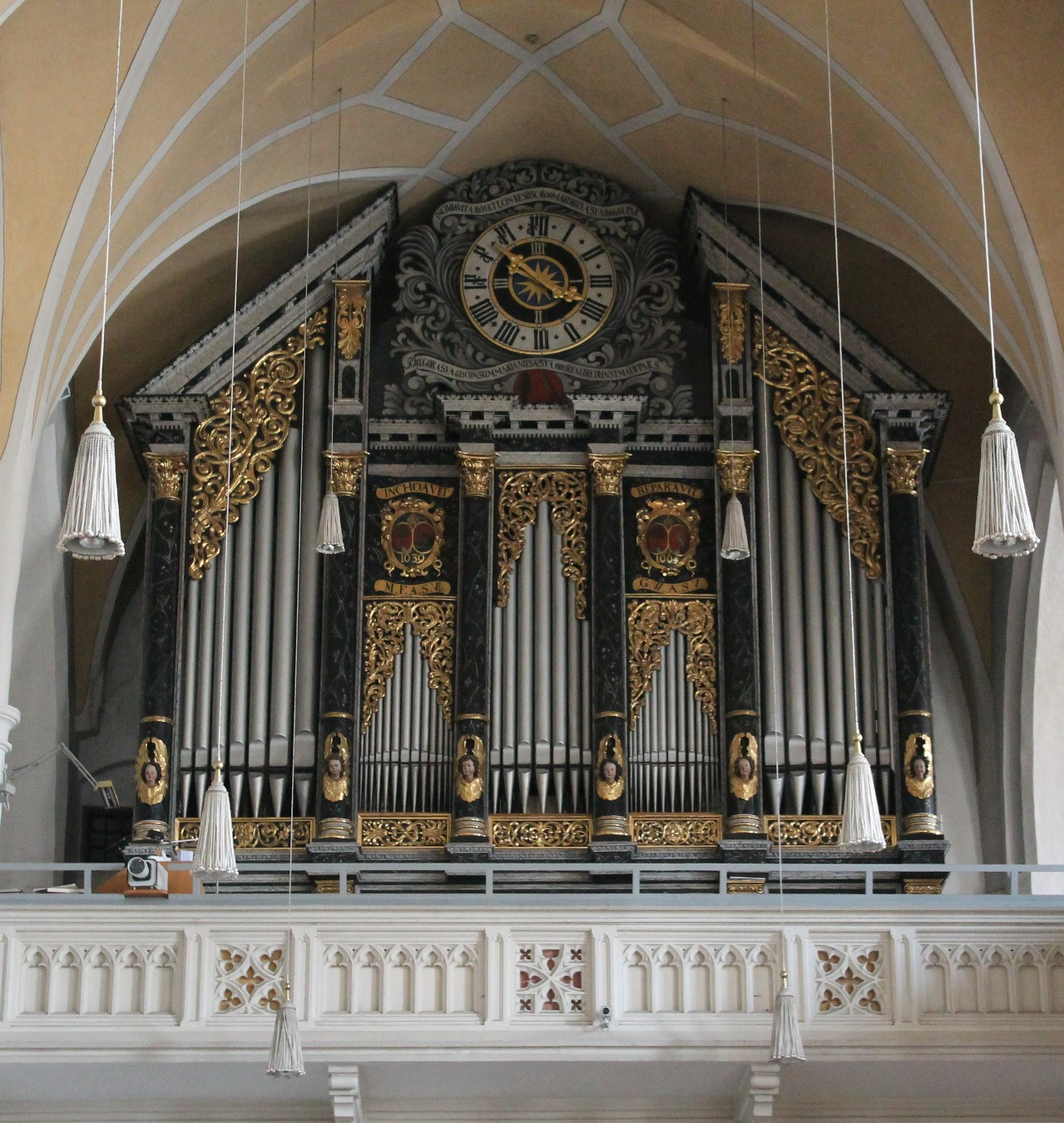
Die Orgel mit dem Gehäuse von 1639

Das Kloster Sankt Veit  ist eine ehemalige Benediktiner-Abtei in Neumarkt-Sankt Veit in Bayern in der Erzdiözese München und Freising.

## Geschichte bis zur Säkularisation
Das St. Veit geweihte Kloster wurde 1121 durch den Edlen Dietmar von Lungau in Elsenbach gegründet und 1171 auf den nahe gelegenen St. Veitsberg hoch über der Rott verlegt. Im Jahr 1255 erhielt das Kloster das Recht der freien Abtwahl. Gegen Ende des 14. Jahrhunderts war das Kloster recht wohlhabend, unter Abt Nikolaus Humbler konnte um 1501 der Kirchenneubau in Sankt Veit abgeschlossen werden. Während der Reformationszeit kam es jedoch zu einer Krise des Klosters, so dass es im Jahr 1556 nur noch drei Mönche im Kloster gab. Abt Andreas Kirchisner wurde abgesetzt. Unter den beiden Äbten Andreas Sappenberger (1602–1633) und Maurus Fröschl (1633–1653) konnte sich das Kloster trotz Schwedeneinfällen und einem Brand 1639 erholen.
Unter Abt Gregor Westermayr begann im 17. und 18. Jahrhundert die zweite Blütezeit des Klosters. Nach einem Brand 1708 wurden große Teile des Klosters neu errichtet. Unter Abt Gregor II. Kirmayr wurde (ein historischer Irrtum) die große 700-Jahr-Feier des Klosters im Jahre 1730 begangen. Gregor II. war von 1723 bis 1764 Abt. Ihm folgten Maurus Aimer und Anselmus Schuler. Mit Cölestin Weighart trat im Jahr 1795 der letzte Abt des Klosters sein Amt an. Eine Visitation des Klosters durch den kurfürstlichen Geistlichen Rat kritisierte die Zustände scharf, es kam in der Folge 1802 zur Selbstauflösung des Klosters und zur Übernahme durch das Damenstift Sankt Anna in München.

## Geschichte nach 1802
1829 gingen die Klostergebäude in den Besitz des sächsischen Freiherrn Maximilian Speck von Sternburg über, 1858 wurden sie an Maximilian von Montgelas, den Sohn des bekannten Staatsmanns Graf Montgelas verkauft, der die Klostergebäude als Schloss nutzte. Im Jahr 1894 erwarb der Direktor der Löwenbrauerei Anton Hertrich die Gebäude. Dessen Sohn Otto betrieb erfolgreich die Expansion der ehemals klösterlichen Brauerei. Das Klosterbräu Sankt Veit gab es noch bis 1984. Die überwiegenden Teile des Klosters waren seit 1934 im Besitz des erzbischöflichen Klerikalseminars in Freising. Seit 1952 wird das gesamte Haus als Altenheim verwendet, 1996 erfolgte ein moderner Neubau. Seit dem Jahr 2006 ist die Altenheim Stift St. Veit gemeinnützige GmbH Träger des Altenheims.

## Liste der Äbte
Quelle:
1. Pilgrim, 1144
2. Ulrich, 1150, † 1161
3. Wernher I., 1161
4. Heinrich I., 1171, † 1190
5. Wernher II., 1190
6. Othmar, 1207
7. Raban, 1230
8. Benedikt, 1245
9. Meingott, 1253
10. Conrad I., 1265
11. Chuno, 1272
12. Liebhard I., 1277
13. Conrad II., 1301
14. Heinrich II., 1310
15. Ruger von Degenberg, † 1335
16. Liebhard II., 1323
17. Leibrand, 1334, 1335
18. Conrad III., 1346, 1348
19. Winhard, 1352, 1357
20. Hermann, 1360
21. Conrad IV., 1365–1379
22. Johann Tölkner, 1380–1395
23. Andreas Tölkner, 1395–1414
24. Friedrich I., 1418, 1422
25. Jakob Popfinger
26. Simon
27. Friedrich II., 1437–1443
28. Heinrich III. Kratzl, 1443–1468; erhielt 1458 die Pontifikalien
29. Martin Kanzler, 1471–1496
30. Nicolaus Humbler, 1496–1516
31. Stephan Dietrich, 1516–1537
32. Gotthard Schitterperger, 1537–1548
33. Andreas Kirchisner, 1548–1556
34. Job Lauterbacher, 1556 (1561) – 1563

Administrator:
Gregor Rieder, 1563–1569
Vitus Wiesensteiger, 1569–1577
Hieronymus Wimber, 1577–1579
Modest Schilling, 1579–1582
1. Modest Schilling, 1582–1589

Administrator: Caspar Strauß, 1591–1594
1. Raphael Kraz, 1594 (1599) – 1602
2. Andreas Sappenberger, 1602–1633
3. Maurus I. Fröschl, 1633–1653
4. Georg Wöstermayer, 1653–1687
5. Bernhard Hintershuber, 1687–1695
6. Marian Wieser, 1695–1720
7. Gregor Kirmayr, 1721–1764
8. Maurus II. Aimer, 1764–1772

Administrator: Aegid Lichteisen, 1772–1775
1. Anselm Schuler, 1775–1796
2. Coelestin Weighart, 1796–1802, † 1804